# David Cooper
David Graham Cooper, född 1931 i Kapstaden, död 29 juli 1986 i Paris, var en sydafrikansk psykiatriker, teoretiker och ledare för den antipsykiatriska rörelsen. 
Cooper examinerades från University of Cape Town 1955. Han flyttade till London, där han arbetade på olika sjukhus och förestod en experimentell avdelning för unga schizofrena som kallades Villa 21. 1965 samarbetade han med R.D. Laing och andra med att bygga upp Philadelphia Association. I boken The Language of Madness skriver Cooper: "Galenskap är den permanenta revolutionen i en persons liv; en dekonstitution av jaget med det underförstådda löftet om att återvända till en bättre realiserad värld”.